# Arhopala corestes
Arhopala corestes är en fjärilsart som beskrevs av Corbet 1941. Arhopala corestes ingår i släktet Arhopala och familjen juvelvingar. Inga underarter finns listade i Catalogue of Life.